# Centimes

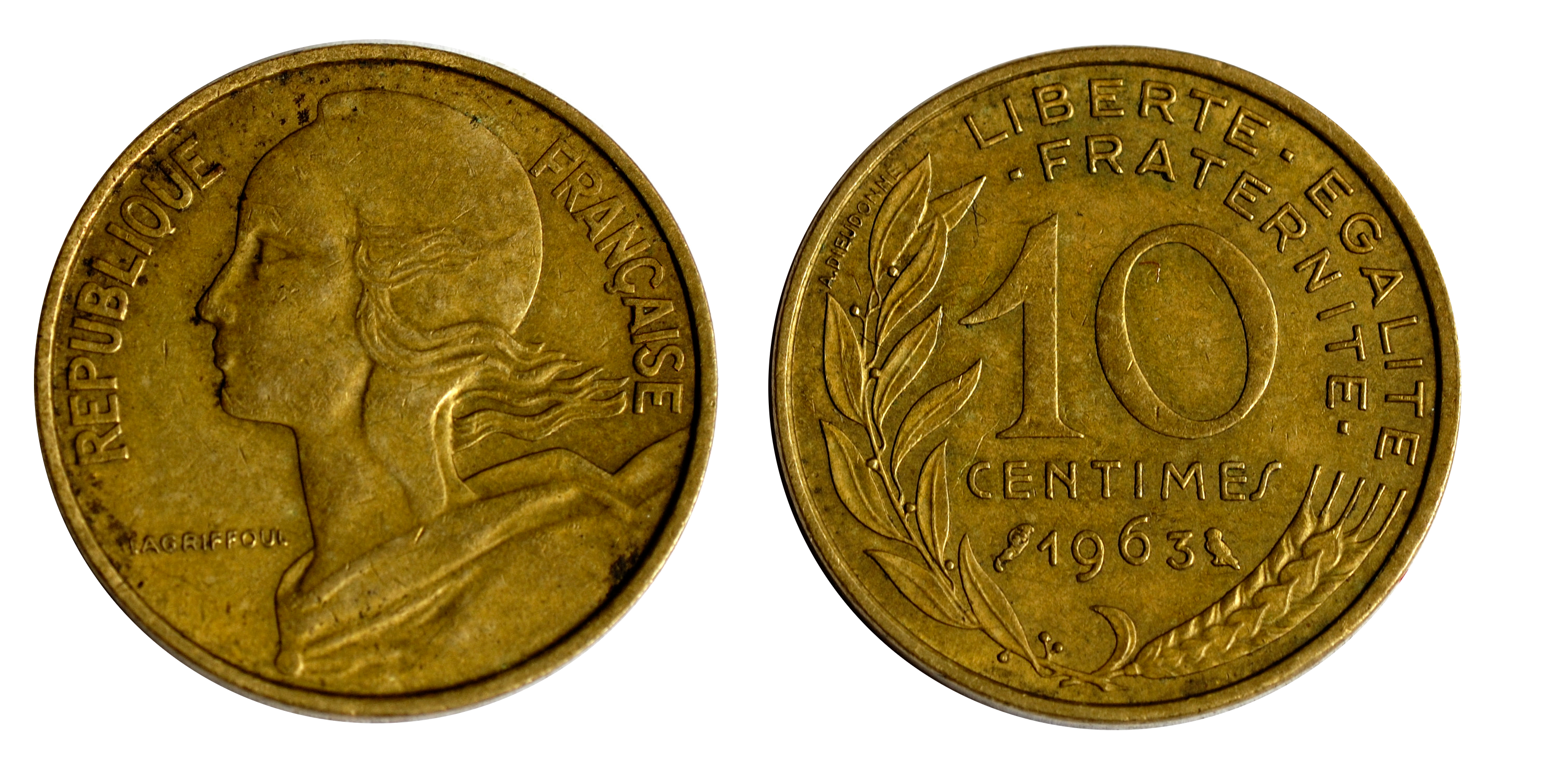
10 centimes.

Centimes är en myntenhet som är en hundradels Franc.

## Fransk centimes
Den franska francen var indelad i centimes, innan Frankrike 2003 införde euro som betalningsmedel.
Centimes avskaffades året efter den tyska ockupationen under andra världskriget var slut, år 1945. I samband med införandet av den nya författningen, femte republiken kallad, och att Charles de Gaulle blev president i januari 1959, återinfördes dock centimes. Den nytillträdde presidenten ville få fart på fransk konkurrenskraft och devalverade francen med hela 29%, men samtidigt genomfördes också en valutareform där 100 gamla franc motsvarade 1 ny franc. Den sammanlagda effekten av dessa båda åtgärder medförde vid växling av valuta att värdet av de nya francen blev 71 gånger högre den gamla francen. (Och inom Frankrike vid utbyte av gamla franc 100 gånger.) Därmed behövde den franska francen ånyo indelas i 100 centimes.